# Ikariam
Ikariam je večigralska strateška spletna igra nemških razvijalcev Gameforge AG. Na voljo je v več kot 40 svetovnih jezikih. Igralčev izziv je voditi ljudi skozi antični svet, graditi mesta, trgovati in osvojiti otoke. Registracija in osnovno igranje sta brezplačna, poslovni model temelji na prodaji dodatkov preko sistema mikrotransakcij.
Igra je postavljena v svet, podoben antični Grčiji, kjer je igralec v vlogi vodje majhnega mesta, ki ga mora razširiti in voditi. Na slovenskem strežniku so trije različni svetovi: α (alfa), β (beta) in γ (gama).
Ta igra je od 13. januarja 2015 na voljo tudi kot aplikacija na prenosnih napravah, za operacijska sistema Android in iOS.